# Abwasserzweckverband der Gemeinden Liechtensteins

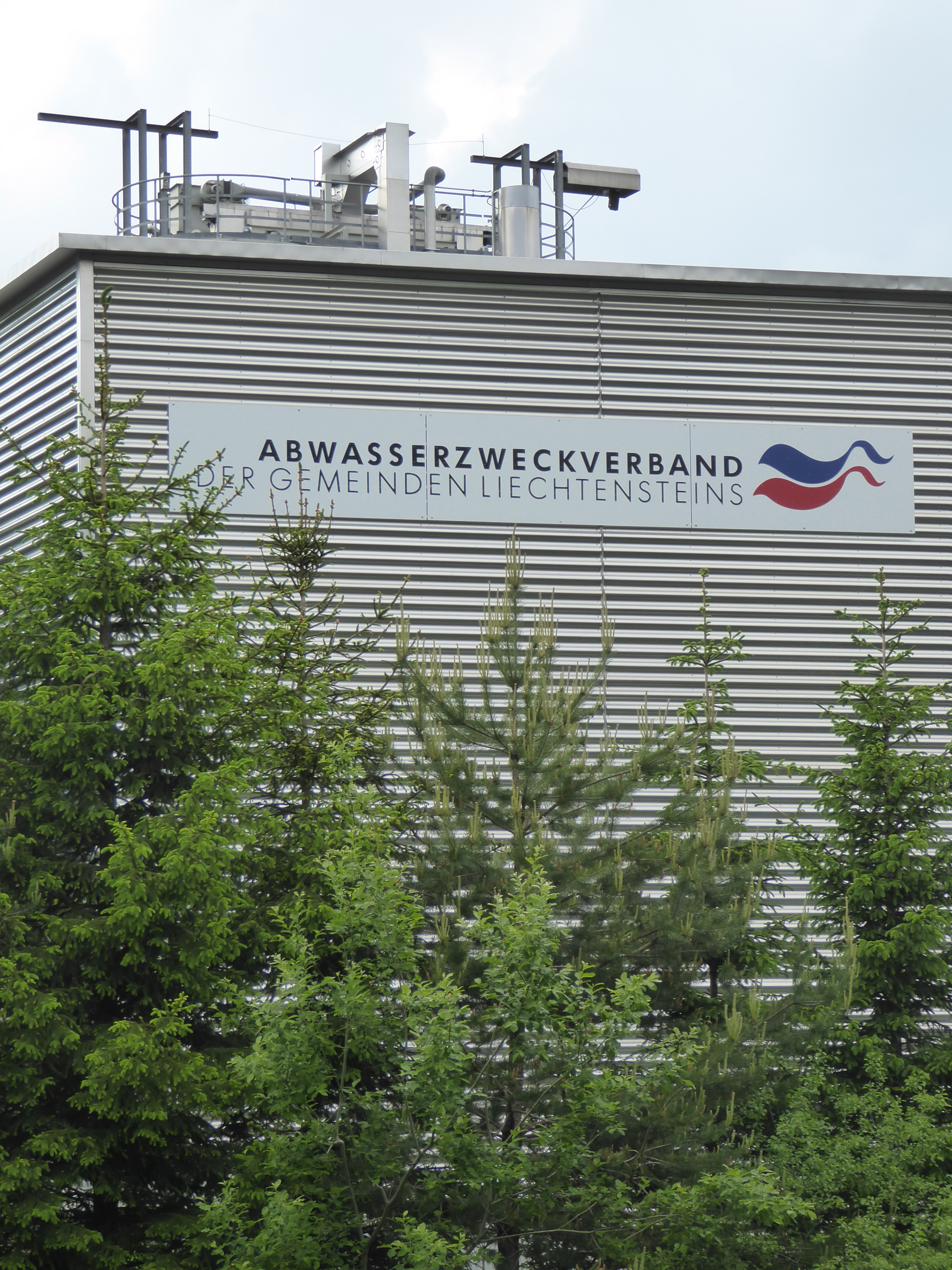
Reinigungsanlage des Abwasserzweckverband der Gemeinden Liechtensteins in Bendern

Der Abwasserzweckverband der Gemeinden Liechtensteins (AZV) mit Sitz in Bendern ist eine Körperschaft öffentlichen Rechts und für die Entsorgung des im Fürstentum Liechtenstein anfallenden Abwassers zuständig. Eigentümer sind die elf Gemeinden Liechtensteins. Der Verband wurde 1971 als Abwasserzweckverband Liechtensteiner Unterland und Schaan 1971 gegründet.

## Geschichte
Der Abwasserzweckverband Liechtensteiner Unterland und Schaan wird Juli 1971 gegründet. Aus diesem entwickelt sich sodann bis 2000 der Abwasserzweckverband der Gemeinden Liechtensteins durch Beitritt mehrerer Gemeinden in Etappen. 1980 erfolgt der Beitritt der Gemeinde Planken, wodurch eine Namensänderung zu Abwasserzweckverband Liechtensteiner Unterland, Schaan und Planken vorgenommen wird. 1996 erfolgt der Beitritt der Gemeinden Vaduz, Triesen und Triesenberg und eine Namensänderung zu Abwasserzweckverband Liechtensteins. 1997 wurde ein Beschluss für die Sanierung und die Erweiterung der 1974 bis 1976 vom Verband errichteten ARA Bendern gefasst. Mit dem Ausbau der Abwasserreinigung auf vier Strassen wird eine optimale Betriebsführung erreicht. Nach dem im Jahr 2000 erfolgten Beitritt der Gemeinde Balzers wird der Name des Verbandes in Abwasserzweckverband der Gemeinden Liechtensteins geändert und ist das ursprünglich geplanten Ausbauziel erreicht. Ab 2000 folgen weitere Erweiterungs- und Sanierungsmaßnahmen in der ARA Bendern.

## Rechtliche Grundlagen
Der Verband ist ein Zweckverband im Sinne von Artikel 7 Abs. 1 Gemeindegesetz zur gemeinsamen Erfüllung öffentlicher Aufgaben. Der Verband ist von der Steuerpflicht gemäss Artikel 4 Abs. 1 lit. b) Steuergesetz ausgenommen.

## Aufgaben
Aufgaben sind:
- der Betrieb der Abwasserreinigungsanlage (ARA) Bendern (siehe: Abwasserreinigungsanlage Bendern),
- der Betrieb weiterer Aussenanlagen (z. B. Hauptsammelkanäle sowie Nebenbauwerke) und damit zusammenhängende
- allgemeine Dienstleistungen.

Der Abwasserzweckverband ist dazu geschaffen und verpflichtet alle anfallenden häuslichen, gewerblichen und industriellen Abwässer Liechtensteins den gesetzlichen Vorgaben entsprechend fachgerecht zu reinigen und zu entsorgen. Das gereinigte Wasser mit einem Reinigungsgrad von etwa 97 % wird in den Rhein eingeleitet.

## Organisation
Ein Zweckverband ist ein Zusammenschluss von Gemeinden, durch welchen in einem bestimmten Bereich der kommunalen Selbstverwaltung zählende Aufgabe auf eine Einrichtung konzentriert werden. Der Abwasserzweckverband der Gemeinden Liechtensteins ist ein solcher Verband und eine Körperschaft öffentlichen Rechts mit eigener Rechtspersönlichkeit zur Organisation der gemeinsamen, landesweiten Abwasserbehandlung. Durch die gemeinsame Organisation dieser Aufgabe wird die angemessene Auslastung des Klärwerks und gleichbleibende Reinigungsleistung zum Vorteil der Mitgliedsgemeinden erreicht.

### Mitglieder
Mitglieder (Verbandsgemeinden) im Abwasserzweckverband der Gemeinden Liechtensteins sind seit 2000 alle elf Gemeinden des Fürstentums Liechtenstein (siehe auch: Verwaltungsgliederung Liechtensteins).
Nach Artikel 25 Abs.  2 lit. k Gemeindegesetz entscheidet die Gemeindeversammlung über den Beitritt zu oder Austritt aus einem Zweckverband.

### Organe

#### Delegiertenversammlung
Die Delegiertenversammlung besteht aus dem Bürgermeister (Vaduz) bzw. den Ortsvorstehern oder einem hierzu delegierten Gemeinderat der Verbandsgemeinden. Diese wählen aus ihrer Mitte einen Präsidenten und einen Vizepräsidenten. Die Stimmrechte in der Delegiertenversammlung sind gewichtet. Die Gemeinde Schaan hat fünf Stimmen, die Gemeinde Vaduz vier Stimmen, die Gemeinden Balzers, Eschen, Mauren, Triesen je drei Stimmen und die Gemeinden Gamprin-Bendern, Planken, Ruggell, Schellenberg, Triesenberg je zwei Stimmen.

#### Betriebskommission
Je ein Vertreter pro Verbandsgemeinde bilden zusammen die Betriebskommission. Die Betriebskommission des Abwasserzweckverbands der Gemeinden Liechtensteins wählt aus ihrer Mitte einen Präsidenten und einen Vizepräsidenten.

#### Präsidium
Das Präsidium ist der Betriebskommission bzw. der Delegiertenversammlung unterstellt.

#### Geschäftsführer
Der Geschäftsführer untersteht dem Präsidium. Hauptaufgabe der Geschäftsführung ist die Leitung der operativen Geschäfte zum Wohl des Verbandes.

#### Kontrollstelle
Die Kontrollstelle ist der Delegiertenversammlung verantwortlich. Die Kontrollstelle prüft die Geschäfte des AZW.

## ISO-Zertifizierung
Der Verband ist seit dem 12. November 2003 nach ISO 9001/2000 bzw. der  Qualitätsmanagementnorm EN ISO 9001:2008 zertifiziert (Liechtensteinische Gesellschaft für Qualitätssicherungs-Zertifikate AG).